# 文明堂銀座店
株式会社文明堂銀座店（ぶんめいどうぎんざてん）は、東京都新宿区に本社を置く菓子製造業者。

## 沿革
- 1900年（明治33年）1月 - 中川安五郎が長崎市丸山町72番地で創業。
- 1922年（大正11年）3月 - 東京進出。
- 1925年（大正14年） - 宮内庁御用達を賜る。
- 1939年（昭和14年）2月12日 - 銀座支店開店。
- 1946年（昭和21年） - 東京・横浜・神戸等の地方支店を総本店から経営分離。
- 1953年（昭和28年） - 文明堂製菓株式会社設立。
- 1961年（昭和36年） - 札幌店開店。
- 1978年（昭和53年） - 仙台工場完成。
- 2008年（平成20年） - 船橋工場完成。
- 2014年（平成26年） - 株式会社文明堂銀座店と文明堂製菓株式会社が合併。

## 事業所
- 本社 - 東京都新宿区新宿1丁目17-11 BN御苑ビル
- 銀座五丁目店 - 東京都中央区銀座5-7-10 中村積善会ビル EXITMELSA 1F
- 船橋工場 - 千葉県船橋市高瀬町1-1
- 北海道支社 - 北海道札幌市白石区中央3条3丁目1-52
- 仙台支社 - 宮城県岩沼市桜3丁目13-36

## 商品
- カステラ
- 特撰五三カステラ
- 天下文明カステラ
- 三笠山
- バームクーヘン
- 天下文明バームクーヘン
- カステラ巻
- 饅菓
- ふみ巻
- ブッセ
- ボワイヤージュ
- 天下文明フルーツケーキ